# 何維棟
何維棟（1852年—1887年），字承遠，号研蓀、硯生，湖南省永州府道州（今湖南省道縣）人，清朝政治人物。
光绪八年，湖南乡试中举，九年（1883年），登联捷进士，改翰林院庶吉士。散館改刑部主事，之后入劉銘傳幕府，后因病归乡。
嘉庆乙丑探花、户部尚书何凌漢为其曾祖父，何紹基为其叔祖父